# سارومان
سارومان که سارومان سفید (انگلیسی: Saruman the White) نیز نامیده می‌شود، شخصیتی تخیلی در رمان فانتزی ارباب حلقه‌ها نوشتهٔ جی. آر. آر. تالکین است. او رهبر ایستاری‌هاست؛ جادوگرانی که از سوی خداگونهٔ والار به شکل انسان به سرزمین میانه فرستاده می‌شوند تا آنتاگونیست اصلی رمان یعنی سائورون را به چالش بکشند اما او نهایتاً خواهان قدرت سائورون می‌شود و سعی می‌کند سرزمین میانه را با نیرو از پایگاهش در آیزنگارد به تصرف خود در بیاورد. طرح داستانی او عمدتاً در جلد دوم ارباب حلقه‌ها با عنوان دو برج برجسته است. او به‌طور مختصر در پایان جلد سوم، بازگشت پادشاه ظاهر می‌شود. تاریخچهٔ اولیهٔ او در کتاب سیلماریلیون و قصه‌های ناتمام که پس از مرگ نویسنده چاپ شد، خلاصه شده‌است.
سارومان یکی از چندین شخصیت این کتاب است که فساد به‌وسلیهٔ قدرت را به تصویر می‌کشد. میل او به علم و نظم باعث سقوطش می‌شود و فرصت رستگاری را هنگام ارائه رد می‌کند. نام سارومان (تلفط [ˈsɑrumɑn]) در گویش آنگلو-ساکسون به معنای «مرد ماهر یا حیله‌گر» است. او نمونه‌ای از فن‌آوری و مدرنیته است که توسط نیروهای هماهنگ با طبیعت سرنگون می‌شود.

## تاریخچه
سارومان مایایی بود به نام کورمو که همچون سائورون در خدمت آئوله و از زمره بلند مرتبه‌ترین خادمان او بود. پس از ظهور مجدد سائورون در دول گولدور، از میان والار (آینور جنس مذکر) و والیر (آینور جنس مؤنث)، از هر گروه سه نفر اول مجاز به انتخاب یکی از مایاهای خود شدند:
از والار: مانوه، اولمو و آئوله
از والیر: واردا، یاوانا و نیه نا
تا به سرزمین میانه برای مقابله با قدرت سائورون اعزام شوند. مشهورترین کسان از آنان که برای این کار انتخاب شدند سه نفر بودند به نام‌های کورمو (سارومان)، اولورین (گندالف) و آلاتار. ابتدا قرار بود همین سه نفر به سرزمین میانه بروند اما یاوانا، آیوندیل (راداگاست) را هم برگزید و آلاتار مایا دوستش پالاندو را همراه با خود برد. بدین ترتیب فرقه ۵ ساحر که به ایستاری معروف شدند به ترتیب زیر به وجود آمد:
1. سارومان سپید یا کورونیر (خردمندترین مایا و رئیس فرقه)
2. گندالف خاکستری یا میتراندیر (با آنکه حتی از سارومان هم خردمندتر بود اما در مرتبه بعد از او قرار گرفت) (تنها ایستاری که هدفش را به انجام رساند)
3. آلاتار آبی (یکی از جادوگران آبی)
4. پالاندوی آبی (یکی از جادوگران آبی)
5. راداگاست قهوه‌ای

این فرقه در سال ۱۰۵۰ دوران سوم که مصادف با ظهور دوباره سائورون بود به سرزمین میانه رسید.
تنها اطلاعات بسیار مهمی که از او در رابطه با فعالیت‌هایش از سال ۱۰۵۰ الی ۱۴۶۶ در دست این است که او به همراه آلاتار و پالاندو یک بار به کاوش در سرزمین‌های دوردست جنوبی و شرقی که اقامتگاه مردم متحد سائورون یعنی اقوام هاراد و رون پرداخته است. اما بر خلاف پالاندو و آلاتار که دیگر هرگز به غرب بازنگشتند، سارومان به غرب بازگشت.

## ریاست سارومان در فرقه
سارومان توسط اعضای خردمندان الف‌ها و اعضای شورای سپید، به دلیل آنکه بیش تر از هرکسی در روش‌ها و کارهای سائورون کندوکاو کرده بود و معتقد بودند مهارت سارومان می‌تواند آن‌ها را در شکست دادن سائورون یاری کند به ریاست برگزیده شد؛ بجز یک تن از خردمندان الف به نام بانو گالادریل که می‌خواست به جای سارومان، گندالف خاکستری به ریاست برگزیده شود اما سارومان از تن دادن به این امر خودداری کرد و گندالف هم از پذیرفتن این منصب، چرا که به عقیده خودش می‌خواست استقلال و آزادی شخصی اش حفظ شود.

## کار شکنی‌های سارومان در هنگام ریاست بر شورا
با وجود اینکه الف‌ها خیال می‌کردند شخصی چون سارومان یک حریف به تمام عیار برای جلوگیری از گسترش قدرت سائورون خواهد بود، بعدها خلاف آن ثابت شد؛ زیرا سارومان که در مورد کارها و اعمال سائورون کندوکاو کرده وبیش از هرچیز خواهان تصاحب حلقه یگانه بود، برای آنکه حلقه که در آبهای رود آندوین در حاشیه دشت‌های گلادن افتاده بود و همچون سائورون فکر می‌کرد که حلقه در زیر آب است، در طی اقامت سائورون سر از آب بیرون بیاورد تا او بتواند هم بر سائورون و هم بر دوستانش پیشی بگیرد. ازین رو وی از سال سر برآوردن سائورون در سال ۱۰۵۰ تا سال بیرون رانده شدن او بدست شورای سپید از انجام هرگونه اقدام عملی که سائورون را از دول گولدور بیرون می‌کرد و باعث می‌شد حلقه دوباره پنهان گردد خودداری می‌کرد.
وی برای انجام این کار، حتی از مخالفت با استدلال‌های گندالف، چرا که با چشم خودش سائورون را دیده بود، که به اعضای شورا هشدار داده بود که او باید فوراً از سیاه بیشه بیرون رانده شود کوتاهی نکرد و او این گونه استدلال می‌کرد که حلقه یگانه در دریا افتاده است و تا به هنگام روز بازپسین یافت نخواهد شد. اما گندالف که می‌دانست پایداری در مقابل سائورون، حتی اگر حلقه اش را از دست داده باشد، برای الف‌ها و یاوران الف غیرممکن است، در سال ۲۹۴۱ سرانجام با استدلال گندالف موافقت کرد؛ زیرا وی ۲ سال پیش با همدستی راداگاست (که او البته از خیانت سارومان آگاه نبود و فکر می‌کرد کار سارومان در واقع زیر نظر گرفتن دشمن است)، جاسوسانی از همه نوع موجودات از جمله پرنده‌ها در دشت‌های گلادن گماشت و فهمید که سائورون از عاقبت و سرنوشت ایسیلدور با خبر شده و سخت در تکاپوی یافتن آن است. سارومان به این دلیل با دلایل گندالف موافقت کرد تا سائورون هرگز نتواند حلقه را بیابد. با موافقت سارومان، سائورون هر چند بسیار دیر با معاونت شورای سپید و با ترفندهای خود سارومان بیرون رانده شد.

## در زمان جنگ حلقه و قبل از آن
در دوران قبل، در دوران حکومت کیریون کارگزار، فرمانده گاندور، مردمی به نام ائوتئود که تحت فرمان ائورل بودند، به پاداش کمک به گاندور در جنگ پارت کله برانت، در سرزمین متروکه کالن آردون کشوری جدید به عنوان ائورلینگاس یا روهان تأسیس کردند. در زمان آخرین پادشاه سلسله ائورل، هلم پتک مشت درگیری بی‌سابقه‌ای میان روهان و اهالی دون لند به دلیل کشته شدن پادشاه دون لندی‌ها فرکا صورت گرفت. فرکا که خواهان خواستگاری دختر هلم برای پسرش وولف بود در بیرون از تالار مدوسلد با مشت هلم کشته شد. بدین وسیله آتش نفرت میان مردم روهان و دون لند که دون لندی‌ها همیشه به روهیریم به چشم اشغالگر نگاه می‌کردند به شکل شدیدتری شعله کشید.
اولین اقدام دون لندی‌ها تصرف آیزنگارد بود. سپس آنان با برخی از اهالی هاراد که از راه رود لف نویی وارد گدار آیزن شده بودند همدستی کرده، به سپاه هلم حمله کرده و او را به سختی شکست دادند و او در شاخ آواز که بعداً به افتخار خود او هلمز دیپ یا گودی هلم نام گرفت، پناه گرفت و پسر فرکا، وولف به عنوان پادشاه در ادوراس مستقر شد. اما سرانجام زمستان سخت که هم باعث مرگ روهیریم (مخصوصا هلم) و هم تعداد زیادی از دون لندی‌ها شد در بهار به کمک روهیریم آمد و باعث غرق شدن بسیاری از دون لندی‌ها در سیل شد. گاندور هم که از جنگ با رون و هاراد فارغ شده بود به کمک روهان شتافت و دون لندی‌ها را از روهان و آیزنگارد بیرون کردند و برن کارگزار، کارگزار وقت گاندور، کلیدهای دژ اورتانگ در حلقه آیزنگارد را به سارومان داد تا حضور او از تصرف دوباره آیزنگارد توسط دون لندی‌ها جلوگیری کند.
اما سارومان که مدت‌ها قبل به شورای سپید خیانت کرده بود، ۱۲ سال بعد از بیرون رانده شدن سائورون از دول گولدور، بیشه‌های خرم آنجا را خشکاند و آنجا شروع به تکثیر و پرورش اورک‌ها و گرگ‌ها برای ایجاد سپاهی در مقابل سپاه بزرگ سائورون در موردور پرداخت و هنوز هم در پی پیدا کردن حلقه برای خودش بود.
در دوران جنگ حلقه، جاسوس سارومان در بری، مردی جنوبی به نام بیل فرنی بود که بعدها در جنگ‌های سارومان علیه روهان شرکت کرد. اما سارومان از اوروک-های هم استفاده کرد تا فرودو را به چنگ آورد و حلقه را برای خود بردارد و در این اثنا بورومیر پسر دنه تور دوم بر اثر تیرباران افراد سارومان کشته شد. سارومان با وجود آنکه در زمان فری لاو تا زمان تنگل فردی محبوب برای روهیریم بود و روهیریم او را به چشم متحد نگاه می‌کردند، پس از اتحاد با سائورون به روهان چشم طمع دوخت و شاگرد زبده اش گریمای مارزبان را وارد دربار تئودن کرد و او در سال‌های نزدیک به پایان عمرش ذهن او را مسموم کرد.
سارومان توسط گریما توانست بر بیشتر قسمت‌های روهان مسلط شود و حتی پسر تئودن، تئودرد را در نبرد گدار ایزن از پای درآورد. آخرین نبرد مشهوری که او علیه روهیریم براه انداخت، جنگ هلمز دیپ بود که این جنگ با قیام انت‌های فنگورن و شکست خوردن ارتش او به سبب تلاش‌های گندالف با نابودی کامل قوای او تمام شد.

## پس از جنگ حلقه
پس از پایان دوران سوم، سارومان که فهمیده بود هابیت‌ها بزرگترین نیروی مخالفش را- یعنی انت‌ها-برانگیخته‌اند و این دلیل اصلی شکست او بود، تصمیم گرفت از آن‌ها انتقام بگیرد. از این روی پس از آنکه مجبور شد کلیدهای اورتانگ را تحویل چوب ریش دهد، به همراه شاگردش گریما راه غرب را در پیش گرفت. وی در طی مدت اقامتش در شایر و ایجاد شرارت در آنجا، مدام گریما را کتک می‌زد و به او ناسزا می‌گفت و این تحقیرهای او سرانجام باعث مرگش بدست همان گریما شد. وقتی فرودو به همراه سم وایز گمجی و دو فامیلش، مریادوک برندی باک و پره گرین توک در راه بازگشت به شایر از جنایات او در شایر باخبر شد. وی در شایر به شارکی معروف بود که مشتق شده از کلمه اورکی شارگو بمعنای پیرمرد است.
هنگامی که فرودو با سارومان مواجه شد به سارومان دستور داد شایر را ترک کند، اما سارومان با دشنه ضربه‌ای به فرودو زد و چون فرودو زره میتریل به تن داشت دشنه در دست سارومان شکست و هنگامی که می‌خواستند او را بکشند، فرودو از همدستانش خواست او را رها کنند و به آنان گفت که او زمانی از بزرگانی بود که هیچ‌کس نباید به خود جرات دست بلند کردن روی آنان را می‌داد و می‌بایست رهایش کنند ت مرهم دردش را بیابد. فرودو هم چنین گریما را امان داد و به او گفت که بقدر کافی در شایر بماند تا دوباره نیرویش را بدست آورد و سپس از آنجا برود. سارومان با احترام توأم با نفرت نسبت به فرودو آماده رفتن می‌شد اما وی در همان حال از تحقیر گریما دست برنداشت. عاقبت گریما از فرط خشم با خنجری گلوی سارومان را برید و او را کشت اما گریما بدون آنکه فرودو بتواند مانع از کشته شدن او شود توسط تیر اندازان تیر خورد و مرده بر زمین افتاد. پس از مرگ او شایر با سرعتی بسیار زیاد دوباره از نو بازسازی شد.